# Roger Normand
Roger Normand (ur. 9 lutego 1912 w Paryżu, zm. 26 grudnia 1983 tamże) – francuski lekkoatleta, średniodystansowiec, medalista mistrzostw Europy z 1934.
Zdobył brązowy medal w biegu na 1500 metrów na mistrzostwach Europy w 1934 w Turynie. Pokonali go jedynie Luigi Beccali z Włoch i Miklós Szabó z Węgier. Na kolejnych mistrzostwach Europy w 1938 w Paryżu Normand wystąpił w biegu na 5000 metrów, lecz nie ukończył tej konkurencji.
Był czterokrotnym mistrzem Francji w biegu na 1500 metrów: w 1933, 1935, 1937 i 1939. W 1931 był wicemistrzem na tym dystansie, a w 1934 brązowym medalistą. Jego rekord życiowy w tej konkurencji został ustanowiony 22 września 1935 w Turynie i wynosił 3:53,6.